# 山本長市
山本 長市（やまもと ちょういち、1902年（明治35年）5月 - 1966年（昭和42年）2月24日）は、日本の政治家。広島県松永市（現・福山市）長（2期）。旧姓「柳本」。

## 経歴
広島県深安郡手城村（現福山市手城町・東手城町・南手城町）生まれ。1921年（大正10年）旧制広島県立福山中学校（現・広島県立福山誠之館高等学校）卒業。
1922年（大正11年）広島師範学校第二部卒業。広島県内の小学校に勤務し、沼隈町立常石小学校、高須小学校、今津小学校、組合立大成館中学校の各校長となり、 沼隈郡校長会会長に就任する。その後、退職し、松永市教育長、松永塩業組合常務理事を経て、1959年（昭和34年）12月松永市長石井謙三の辞職による市長選挙に立候補し、当選する。1963年（昭和38年）に再選。
在職中は松永市長として、福山市との合併に尽力するが、一方で尾道市を含めた3市合併を主張し、福山市との早期合併に慎重な市民から市長の山本に対するリコール運動が起こった。リコールの署名数の認定をめぐり紆余曲折があったが、法定署名数があったとして住民投票が1966年3月10日に行われる予定であった。しかし、山本は病気で入院し、2月に入院先の岡山大学附属病院で逝去した。
後継の市長選挙が福山市との事実上の合併を問う選挙となり、3月に合併推進派で前助役の矢野泰之が当選したことから、合併への動きが加速され、松永市は5月1日に福山市に合併された。